# Matériel libre
 (janvier 2013).

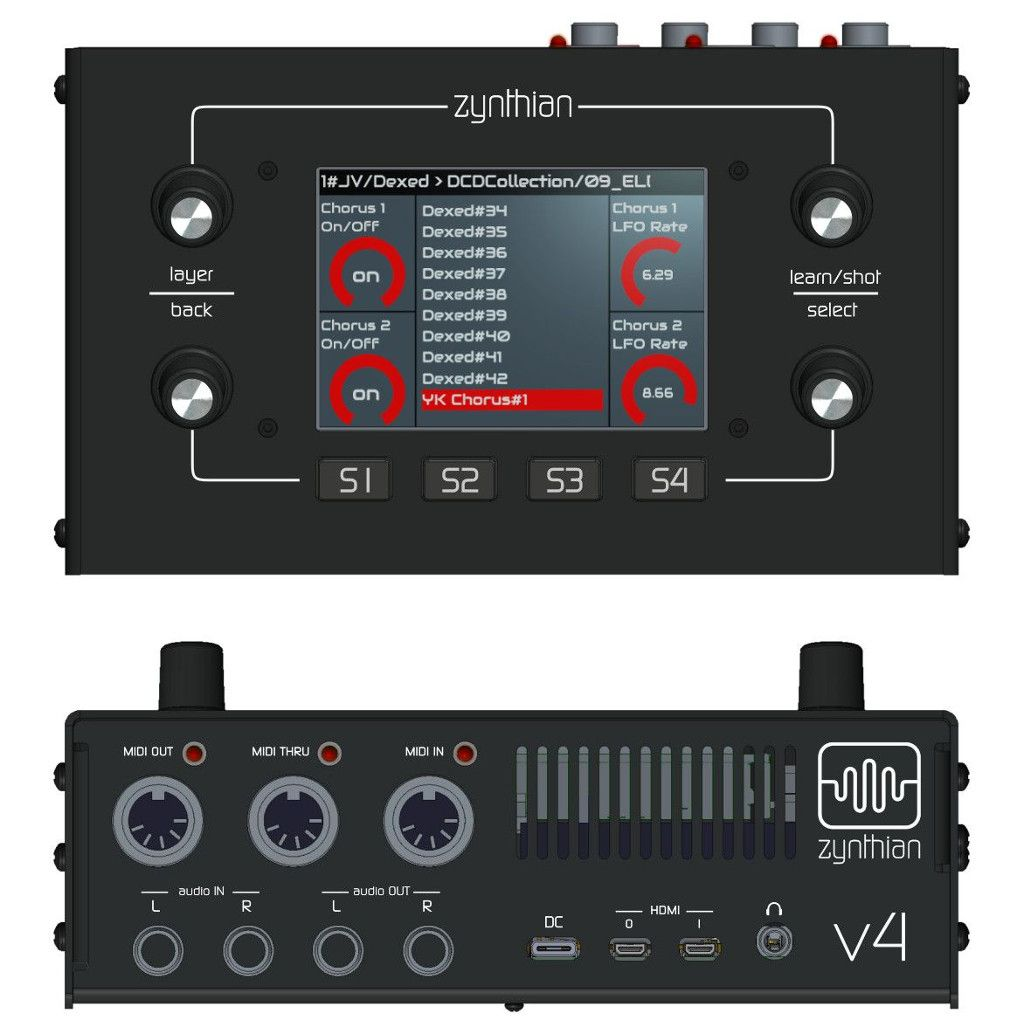
Zynthian, un projet de synthétiseur musical libre

Le matériel libre, matériel ouvert ou matériel open source désigne, par analogie avec le logiciel libre et le logiciel open source, les technologies des matériels et produits physiques développés selon les principes des ressources libres de droits ou sous licence libre. « Le matériel libre regroupe des artefacts tangibles — machines, dispositifs ou toutes choses physiques — dont les plans ont été rendus publics de façon que chacun puisse les fabriquer, modifier, distribuer et utiliser ».

## Éléments de définition
Chris Anderson, rédacteur en chef de Wired et auteur de la longue traîne, affirme que « Dans la prochaine révolution industrielle, les atomes seront les nouveaux bits » et évoque la voiture libre Rally Fighter, une des premières voitures de course open source (ses spécifications sont « libres »), développée de façon communautaire, par production participative. Dans un autre article, il ajoute « si ces 10 dernières années ont permis la découverte et l’émergence, sur le web, de nouveaux modèles sociaux post-institutionnels, les 10 prochaines années les verront s’appliquer dans le monde réel » :

« L’internet a démocratisé la publication, la diffusion et la communication, ce qui a eu pour conséquence d’accroître de façon massive le degré de participation et de participants dans le monde digital — la longue traîne des bits. La même chose est en train de se produire en matière de fabrication — la longue traîne des objets. Le web n’était qu’une démonstration de faisabilité. Maintenant, la révolution va aussi toucher le monde réel. »

Pour Marten Mickos, ex-PDG de MySQL, cette révolution porte encore bien plus sur ce que peuvent faire les êtres humains entre eux, dès lors qu’ils se mettent en réseau :

« Auparavant, les gens collaboraient dans leurs villages. Aujourd’hui, le village, c’est la planète. Ça a débuté avec le développement de logiciels libres et open source, mais c’était une pure coïncidence : les développeurs de logiciels ont été les premiers êtres humains à véritablement embrasser l’internet. N’importe quel autre groupe peut aujourd’hui connaître de tels bouleversements : on commence à le voir avec des journalistes, chercheurs, hommes politiques, professionnels de la santé, et aujourd’hui avec des fabricants de voiture… »

Une définition commune du matériel libre (open source hardware, OSHW , ou free libre open source hardware, FLOSH) a été proposée par différents acteurs, permettant de mieux cerner la notion de matériel libre, ainsi que les licences qui s'y appliquent ou sont compatibles avec cette notion :

« Le Matériel OpenSource (OSHW – OpenSource Hardware) est un terme qui regroupe des artéfacts tangibles — machines, dispositifs ou toutes choses physiques — dont les plans ont été rendus publics d’une telle façon que quiconque puisse les fabriquer, modifier, distribuer et les utiliser. Le but de cette définition est de donner des lignes directrices pour le développement et l’évaluation de licences pour du Matériel OpenSource. »

À l’inverse de ce concept de matériel libre, Richard Stallman a souligné que le BIOS des ordinateurs vendus en France est souvent bloqué pour n’être utilisé qu'avec Microsoft Windows : il convient alors de parler de « matériel privateur » qui limite les libertés de son utilisateur. Le matériel libre est également distinct du matériel fonctionnant avec des logiciels gratuits qui n'ouvrent généralement pas leur code source (logiciels propriétaires).

## Nature légale du matériel
Posséder un bien matériel garantit normalement par sa nature la possibilité à des utilisateurs-propriétaires de pouvoir l'utiliser et le modifier comme bon leur semble, dans le cadre de ce qui est autorisé par la loi. La copie et la redistribution ne pose problème qu'en fonction de la part immatérielle du produit (estimée par exemple à 30 % dans le cas d'une voiture).
C'est donc la part immatérielle, souvent indissociable du matériel, qui est concernée par le principe de « matériel libre ».
La licence matériel libre à valeur légale, désigne, le plus couramment, les produits dont la part immatérielle (les informations concernant leur conception, les programmes utilisés, etc.) est libre (utilisable, modifiable et redistribuable librement).

## Licence libre
Richard Stallman propose d'adapter les quatre règles du logiciel libre au matériel libre, voici une des adaptations possibles :
- Liberté 1 : La liberté d'utiliser le produit, pour tous les usages.
- Liberté 2 : La liberté d'étudier le fonctionnement du produit (ainsi que des parties logicielles), de réaliser des copies du produit, et de l'adapter à ses besoins.
  - Les schémas de fonctionnement du produit, la liste des pièces, ainsi que le plan de montage doivent être disponibles.
  - Les parties logicielles doivent aussi être libres.
- Liberté 3 : La liberté de réaliser et de redistribuer des copies du dit produit (ainsi que des parties logicielles), donc d'aider son prochain.
- Liberté 4 : La liberté d'améliorer le produit (ainsi que ses parties logicielles) et de publier ses améliorations, pour en faire profiter toute la communauté.

Richard Stallman rappelle que plus généralement ce sont les principes de « Liberté, Égalité, Fraternité » qui sont l'origine du développement du logiciel libre, et subsidiairement pour les licences matériel libre qui découlent de cette philosophie.

### Licences matériel libre
- licence matériel libre TAPR : rédigée par l'avocat John Ackermann, examinée par les dirigeants de la communauté des logiciels libres Bruce Perens et Eric S. Raymond, et discutée par des centaines de volontaires dans une communauté ouverte de discussion[7]. Selon cette licence : Le matériel libre est une chose - un objet physique, soit électrique ou mécanique - dont l'information liée à la conception est disponible et utilisable par le public d'une manière qui permet à quiconque de faire, modifier, distribuer, et utiliser un objet matériel.
- Balloon Open Hardware License: utilisée par tous les projets du Balloon Project.
- CERN Open Hardware License[8] : soutenue par le CERN et principalement utilisée sur l'Open Hardware Repository.
- Bien qu'à l'origine licence de logiciel, OpenCores encourage l'utilisation de la licence LGPL.
- Hardware Design Public License : écrite par Graham Seaman, admin. de Opencollector.org.

## Étapes d'un projet matériel libre
- Avoir une idée de projet, et un minimum de compétence pour le définir.
- Trouver des fonds, certains des projets de matériel libre se tournent vers des plateformes internet de financement participatif.
- Construire une communauté, avoir une bonne documentation est une composante importante dans les projets opensource en général mais c'est encore plus indispensable pour le matériel libre qui nécessite des étapes d'assemblage, la documentation doit contenir le design du matériel libre, ainsi que les montages et diverses étapes d'assemblage.
- Produire ou faire produire.
- Construire l'esprit de marque.

## Économie
Le magazine Make soutenant le mouvement du matériel libre, a édité une présentation des grandes entreprises du matériel libre, avec leurs évolutions en chiffre d'affaires.
Eric von Hippel démontre qu'il y a deux à trois fois plus d’innovations de la part des consommateurs qu’il n’y en a dans l’industrie.
Arduino est utilisé par des milliers d’artistes, ingénieurs, designers et passionnés désireux de créer des objets ou environnements interactifs, indépendants, c’est en tout cas le plus vendu jusqu'aujourd'hui (plus de 100 000 unités – à partir de 20 $), démontrant à nouveau qu'il existe un modèle économique crédible hors du brevetage des découvertes.
DIY Drones, lancé par Chris Anderson, est un portail communautaire permettant de développer des drônes à prix compétitif, l'entreprise a généré un chiffre d’affaires de 250 000 dollars la première année, les 2/3 à l’export, et elle espère atteindre le million d’ici trois ans. Ses principaux concurrents ? Lockheed Martin et Boeing, dont elle divise les coûts technologiques par 10, essentiellement en économisant sur les brevets et la propriété intellectuelle, en crowdsourçant la recherche et développement, tout en s’affranchissant de la bureaucratie, des commerciaux, communicants, bureaux, usines… la production étant externalisée dans un TechShop du Colorado.
Dans le même ordre de gain chiffré et de compétitivité, openfarmtech qui vise à faire de l'écologie open source, rapporte que son matériel libre coûte 8 fois moins que ses concurrents fermés[réf. nécessaire].
Lors de sa présentation “Open Everything” au parlement Européen, Michel Bauwens de P2P Foundation a mis en avant que les projets opensource ou libres visent la perfection, soit la meilleure qualité possible, les meilleurs coûts, tout en respectant les contraintes éthiques et écologiques,.

## Projets de matériel libre
Une liste des projets de matériels open source est consultable sur wikipédia en anglais.

### Arts plastiques
- Open Press Project[14], petite presse adaptée à l'eau forte et la taille douce, ainsi qu'à la linographie et la xylographie en taille d'épargne, à fabriquer avec une imprimante 3D et à assembler soi-même.

### Habitat
- (en) WikiHouse : projet ouvert de développement de matériels, de logiciels et de données libres et partagés en vue de la conception et de la réalisation d’habitations avec un niveau requis minimum de compétences ou de formation[15],[16].

### Appareils électroniques grand public
Camera
- Apertus : caméra HD libre[17],[18].

Baladeur numérique
- LYRE[19] : baladeur qui utilise le micrologiciel Rockbox (logiciel utilisable sur de nombreux autres baladeurs : Ipod, Archos, Cowon, etc.).
- Butterfly MP3[20] : baladeur fondé sur l'AVR Butterfly (en).
- Neuros Technology (en) Digital Audio Computer (mp3)[21].
- Neuros Technology (en) OSD[22] Enregistreur vidéo.

Téléphone mobile
- OpenMoko,
- MozPhone, abandonné en 2010, était un projet de la Fondation Mozilla.
- Osmocom Projet d'ouverture des téléphones GSM.

Console de jeux vidéo
- GP2X.
- Pandora.
- Uzebox.

### Imprimantes 3D
- Imprimante 3D (RepRap, Fab@home, Makerbot, CandyFab Imprimante FoodPrinting).

### Informatique
Voir également une liste exhaustive d'articles de la catégorie « Matériel informatique libre ».
Clavier
- Keyboardio Model01 et Atreus : claviers d'ordinateur ergonomiques.
- Ultimate Hacking Keyboard.

#### MicroprocesseuretSoC
Architecture RISC
Architecture SPARC :
- LEON, d'architecture SPARC V8, développé par l'Agence spatiale européenne.
- OpenSPARC, créé en 2005 et sous licence GPL.

Architecture ouverte RISC-V, dont certaines implémentations ont vu le jour à partir de 2017, également utilisée au sein de microcontrôleurs (voir ci-dessous).
- LowRISC : projet de SoC libre, fondé sur RISC-V, créé entre autres par un fondateur de Raspberry Pi.
- NOEL-V, évolution de LEON par l'Agence spatiale européenne, développé en Verilog
- Xiangshan de l'Académie chinoise des sciences, développé en Chisel (licence libre Mulan)[23].
- T-Head OpenXuanTie, d'Alibaba Group, développé en Chisel

OpenRISC, version ouverte de l'architecture Power d'IBM

#### Microcontrôleur
- Propeller 1 (P8X32A)[24].
- LicheeTang : carte utilisant un microcontrôleur en FPGA utilisant un Anlogic EG4S20 (cette technologie n'est pas ouverte en elle-même) et fondé sur RISC-V 32bits. Le diagramme du processeur comme de la carte sont sous licence libre[25].
- Sino:Bit : micro-contrôleur dédié à l'éducation en Chine et créé par Naomi Wu[26].

#### Bus
- Advanced Microcontroller Bus Architecture (AMBA) d'ARM
- Wishbone

#### Processeur graphique
- OpenGraphics, le site ne répond plus, projet d'abord sur RISC-V, puis sur OpenRISC, puis visiblement abandonné.
- Project VGA, semble abandonné depuis 2008[27]

#### EEPROM
L'EEPROM contient ce que l'on appelle un firmware, également appelé BIOS dans le monde x86 sur PC. Il existe des firmwares totalement différents de BIOS, comme sur certains Nettop EEEPC d'Asus, comportant un Linux simple intégrant Firefox.
x86 :
- OpenBIOS.

ARM/RISC-V/Loongson :
- Les amorçages les plus répandus sont Das U-Boot ou Coreboot/oreboot/Libreboot, depuis quelques années émerge également E2DK, plus proche du BIOS des PC, fondé autour du principe de l'UEFI, tandis que les autres permettent de choisir entre UEFI et Devicetree, dont les pilotes sont généralement plus souvent ouverts. LinuxBoot est un amorçage, utilisant le même noyau que le système d'exploitation principal (s'il s'agît d'un Linux), évitant ainsi de développer et charger au démarrage deux noyaux différents. Certains firmwares contiennent également directement un système utilisant le noyau Linux, tels que (GNU/Linux, Android ou Chrome OS).

Systèmes d’amorçage embarqués
- Coreboot et ses variantes Libreboot et Oreboot (écrit en langage Rust, donc, sans c)
- Das U-Boot
- Barebox

Ordinateur
Dans le cas des ordinateurs, est considéré comme matériel libre la disponibilité en licence libre et à sources ouvertes des schémas fonctionnels et plans d'assemblage. Il n'est pas tenu compte ici de la licence des composants, comme dans le monde du logiciel libre, la licence du matériel sur lequel il tourne n'est pas prise en compte.
- Arduino : carte contrôleur programmable permettant de gérer différents types de matériels et de faire des robots et ses dérivés parfois nommés Duino Maple, Pinguino, etc..
- BeagleBone et BeagleBoard-xM : cartes mères fondées sur des SoC d'architecture ARM de Texas Instrument.
- Firefly-RK3288 (licence CC BY 3.0) : fondé sur un Rockchip RK3288[28].
- Novena
- OLinuXino : carte mère fondée sur différents SoC d'architecture ARM (Freescale iMX233 et AllWinner A13, A10S et A20).
- Parallella
- PowerPC :un ordinateur portable] sous licence Open Hardware
- Pine64 : ordinateurs monocartes et netbook.
- Radxa (licence CC BY 3.0)
- Simputer : assistant numérique conçu et lancé en Inde en 2004 afin de proposer un ordinateur simple, peu onéreux et multilingue aux populations rurales
- Touchbook : Smartbook/Netbook[29].

Remarque :
- Les cartes suivantes ne sont pas libres, les plans d'assemblage et schémas fonctionnels sont ouverts mais n'ont pas de licence, ils ne peuvent donc être sous licence libre : Cubieboard, Cubieboard 2 et Cubietruck.
- Le Raspberry Pi ne fournit ni plan d'assemblage, ni schémas fonctionnels.

Smartphones
- Librem 5 : smartphone et gamme d’ordinateurs de bureau ayant pour but d’obtenir l’approbation de respect du matériel libre Respect Your Freedom (en)[30].

### Musique
- Axoloti et Ksoloti : synthétiseurs sonores programmables sous forme de petite carte, pouvant être installés dans n'importe quel type de périphérique, fixe ou mobile.
- Modules sonores pour rack de synthétiseur modulaire : Eurorack de Befaco[31], Monome et Mutable Instruments. Ces modules ont été portés sur la version logicielle, open source également de ce système modulaire, VCV Rack. Il et possible d'interfacer la version logicielle et matérielle via différents ports (USB, MIDI, prise jack 3,5 mm utilisant les signaux CV/gate) et modules.
- Monome 40h : grille reconfigurable de 64 touches rétro-éclairées, utilisée via un port USB. Un lot limité de 500 monome 40h a été produit. Tous les processus de conception, les spécifications de conception, le firmware et les schémas de PCB sont disponibles en ligne[32].
- OpenStomp : pédale d'effet.
- OTTO : une solution matérielle et logicielle complète avec synthétiseurs, échantillonneurs, effets, séquenceur et looper audio[33].
- Zoybar, Open Source Guitar[34],[35].

### Nourriture
- CandyFab (en) : imprimante à sucre[36].
- OpenCola : cola libre[37].
- Free beer : bière libre[38].
- Vores Øl : bière libre
- Open Club Mate : thé caféiné allemand libre[39].

#### Outils de test électronique
- Pocket Science Lab (ou PSLab) : évolution de xpEYES de la communauté internationale, Open Science Hardware, carte en matériel libre de test d’électronique comportant générateur de tension, générateur d'onde, ainsi que les récepteurs (oscilloscope, voltmètre, etc. Il utilise un microcontrôleur PIC24 de Microchip. Une application libre pour Linux et Android permet de piloter la carte[40],[41].
- OpenScope : oscilloscope pour l'analyse, fondé sur un microcontrôleur PIC24 de Microchip[42].

### Électronique
- Arduino : carte mère libre avec microcontrôleur permettant de contrôler différents types de matériel électronique ou électromécanique. Ils peuvent être fondés sur des microcontrôleurs AVR 8 bits d'Atmel ou d'autres types tels que STM32 32 bits de STMicroelectronics ou ESP32. Un outil associé permet de gérer une multitude de cartes aux processeurs différents.
- Clones d'Arduino complètement libres : Freeduino, boarduino, Maixduino, Nucleo, Pinguino, etc.
- Cartes utilisant des processeurs ARM et comportant des ports GPIO, aux mêmes fonctionnalités qu'Arduino et dotées de puissance de calcul supérieure (tous les composants de ces processeurs ne sont pas libre, comme dans le cas de l'Atmel d'Arduino).
- Wiring : carte et système qui ont inspiré Processing et Arduino.
- PSLab (ou Pocket Science Lab) est une carte open source d'analyse. Générateur de signal, multimètre, oscilloscope[43],[44].

#### Fer à souder
- TS100 : type de fer à souder vendu par différentes marques, comportant une carte utilisant un STM32 de STMicroelectronics. Un firmware sous licence libre, pouvant remplacer celui livré par défaut de Miniware (E-design), utilise FreeRTOS sous sa propre licence et comporte des éléments disponibles sous licence GPLv2 et BSD[45].
- Pine64 Pinecil, un fer à souder en Open Hardware utilisant un SoC basé sur RISC-V.

#### Applications de conception électronique
Circuits imprimés
- Fritzing, schéma
- gEDA, schéma, prototypage et simulation
- KiCad, schéma
- Sigrok, analyse de signal
- SPICE, simulation

#### Robotique
- le robot humanoïde InMoov
- le robot éducatif Thymio

#### Drones
- Betaflight (GPL) : principal firmware de cartes de vol des Quadrirotor FPV (les plans sont généralement libres et l'assemblage fait par les pilotes), fork de Clearflight. Il fonctionne sur les microcontrôleurs STM32 (architecture ARM) de STMicroelectronics, pour lequel les pilotes sont ouvertes.
- OpenTX (GPL) : firmware de radiocommande libre, très utilisé dans le domaine des Quadrirotor FPV, notamment dans les radiocommandes Taranis de FrSky.
- Crazyflie (en)[46].

#### Antennes radiofréquences
- Antennes de type pagoda (signifiant pagode), antenne open source[47], que l'on peut également trouver en kit), composée d'un câble coaxial à mémoire de forme, et d'un empilement de disques en circuit imprimé (PCB) à son extrémité[48].

#### Radio logicielle
- LimeSDR (zh)

### Téléphonie
- OpenBTS[49] : logiciel libre qui permet de créer un point d'accès GSM. Openbts utilise notamment le logiciel libre asterisk et respecte la norme GSM[50].
- OpenBSC (en)[51].

Matériel pour réseau téléphonique
- IP04 IP04 : IPBX à 4 ports, utilise Asterisk (double licence GPLv2 + prorpriétaire) et uClinux sur un processeur Blackfin[52].
- XiVO : IPBX doté de 4 T0 et 2 ports analogiques, utilise Asterisk qui tourne sur un processeur Intel avec un processeur Tolapai bus TDM[53].
- Yealink[54] : téléphones IP certifiés conformes à FreePBX[55] et OpenIP, testés pour être compatibles avec des solutions libres (dont Asterisk).

### Transport
- Six Voitures libres et écologiques[56].
- Local Motors (Rally Fighter)
- OScar

#### Aérien
- Aeromodeller[57] : projet de montgolfière.
- OpenVSP : logiciel de modélisation d'aéronefs, développé par la NASA pour tester leurs caractéristiques[58].

#### Maritime
- Xmaran[59] : projet de catamaran visant à créer une ville durable sur l'océan.
- Open Sailing[60].

### Vidéo
- Elphel (en) : une caméra vidéo en matériel libre, accompagnée d'une solution logicielle libre également[61].
- AXIOM (camera) (en) : projet de caméra de cinéma en matériel libre, accompagnée d'une solution libre également.

### Domaine médical
Matériel médical libre
- Open Prosthetics Project (en) : projets de prothèses libres[62],[63].
- Open Myoelectric Signal Processor : interface matérielle de gestion des signaux du corps pour diriger des prothèses[64].
- Whirlwind Wheelchair : fauteuils roulants libres (design mis sous domaine public)[65].
- Open ECG project : développement d'un matériel open source et d'une solution logicielle pour l'électrocardiographie.
- OpenPCR : machine de duplication de l'ADN[66].
- Open EEG : électro-encéphalographie[67].
- echOpen : échographe portable[68].
- Open-source ventilator (en) (ex: Pandemic Ventilator Project) : assistance respiratoire[69].
- The Generic Infusion Pump : pompe à perfusion générique[70].
- L’initiative pour un matériel médical open source à l’université du Wisconsin-Madison travaille à un scanner corporel médical haute résolution combiné à une machine de radiothérapie[71].
- Raven : robot chirurgical open source (voir la photo plus haut), conçu à l’université de Washington, à Seattle[72].
- Le programme d’interopérabilité Plug-and-Play du matériel médical est une initiative à 10 millions de dollars (financée par les instituts nationaux de la santé des États-Unis avec l’aide de la FDA) qui vise à mettre en vigueur des normes ouvertes[73].
- La structure de coordination du matériel médical, qui est en cours de développement à l’université d’État du Kansas, vise à créer une plate-forme matérielle open source comportant des boutons et écrans interchangeables, ainsi que des logiciels les connectant à des capteurs et d’autres appareils[74].
- Main bionique de Nicolas Huchet, inspirée du robot InMoov.

Médicament libre
- Transparency Life Sciences[75] : développe trois traitements pour la sclérose en plaques, les maladies vasculaires périphériques et les maladies inflammatoires des intestins.
- Open Source Drug Discovery (en)[76] : recherche des médicaments opensource, libres et collaboratifs. Les découvertes résultant de ces recherches ne seront pas brevetées, mais mises à la disposition de tous, appelées « pharma virtuelle », comme d'autres initiatives telles que l'Institute for OneWorld Health[77] et la Drugs for Neglected Diseases initiative[78].

### Nourriture
(septembre 2023).
Culture aéroponique :
- AeroGarden[80].
- DIY Aeroponic System[81].

Culture hydroponique
- Windowfarm[82] : ce procédé permet de cultiver des plantes à sa fenêtre. Procédé très peu onéreux que l'on peut mettre en place soi-même avec des matériaux de récupération : bouteilles, ficelles, tuyaux et une pompe pour faire une ferme hydroponique verticale.
- Bloombot[83].
- hmeter : logiciel de monitoring pour la culture hydroponique[84].

### Textile
- OSloom : métier à tisser Jacquard[85].
- OpenKnit : machine a imprimer des vêtements[86].

### Production d'énergie
- Exciter[87] : vélo pour produire de l'électricité.

#### Éoliennes
- Small wind turbine - DIY construction
- Petite éolienne[88]
- Urbolienne[89] : micro-éolienne urbaine conçue par AeroSeeD. Un aérogénérateur à axe vertical à voilure adaptative sous licences libres avec Copyleft, tel que TAPR Open Hardware License, CERN Open Hardware Licence, Licence Art Libre, Creative Commons Attribution, etc.[90].
- Éolienne Piggott : gamme d'éoliennes allant jusqu'à 2 kW et dont la connaissance est gérée notamment par l'association Tripalium[91].

#### Panneaux solaires
- Concentrateur solaire à miroirs de Fresnel[92],[93].
- Open Source Heliostat Projects[94]
- Solar Fire[95].

#### Pompes à chaleur
- Solar Heat Pump Electrical Generation System[96].

#### Systèmes de suivi
- OpenEnergyMonitor : projet de développement d'outils de suivi de production/consommation d'énergie compatible avec l'IDE d'Arduino[97].

### Matériaux de base
- Aérogel open source[98],[99].

### Spatial
Voir généralement la communauté DevelopSpace, qui regroupe les outils libres et des liens vers d'autres communautés.
- Copenhagen Suborbitals[101] : projet danois de construction d'une fusée emportant un être humain dans l’espace suborbital[102].
- CSTART[103] : projet d'agence spatiale internationale libre qui travaille actuellement sur une fusée et, à plus long terme, sur une série de missions habitées culminant vers des alunissages.

Satellites
- Open Source Satellite Initiative (OSSI)[104],[105] : conception et exploitation de satellites personnels à prix raisonnables, intégrés dans des contextes culturels et économiques[Lesquels ?] et dans des pratiques artistiques, en partenariat avec l'entreprise française de lancement de satellites Novano[106].
- AMSAT - Radio Amateur Satellite Corporation[107].
- CubeSat : spécification libre conçue par les universités de California Polytechnic State University (Cal Poly) et Stanford University (voir par exemple UCISAT).
- Ristretto : projet de plate-forme satellitaire libre de type CubeSat (30 kg, 30 W, 30 cm de côté) porté par le Centre national d'études spatiales (CNES) et à destination des unités de recherche et du monde de l'enseignement, avec une visée potentiellement commerciale[108].

Satellites pour un internet libre
- Constellation[109].
- Hackerspace Global Grid[110].
- Buy this satellite[111] : rachat d'un vieux satellite pour distribuer internet.

Ballons sondes
- Weather Balloon Space Probes[112].

### Autres projets
Des projets plus ou moins avancés de production de produits dont la part immatérielle n'est pas soumise à des contraintes empêchant sa libre réutilisation ont commencé depuis les années 2000 environ.
- RONJA : système de communication libre par LED.
- Bugslabs[113] : projet d'organisation des acteurs industriels autour de l'internet des objets.
- Precious Plastic : machines pour le recyclage artisanal des matières plastiques

Traitement des eaux
- AguaClara (en) : usine de traitement des eaux[114].
- Akvo Foundation (en) : traitement des eaux et sanitaires[115],[116].

## Actualité
En octobre 2010, les médias français commencent à parler du matériel libre,.